# Ábel (Ádám fia)

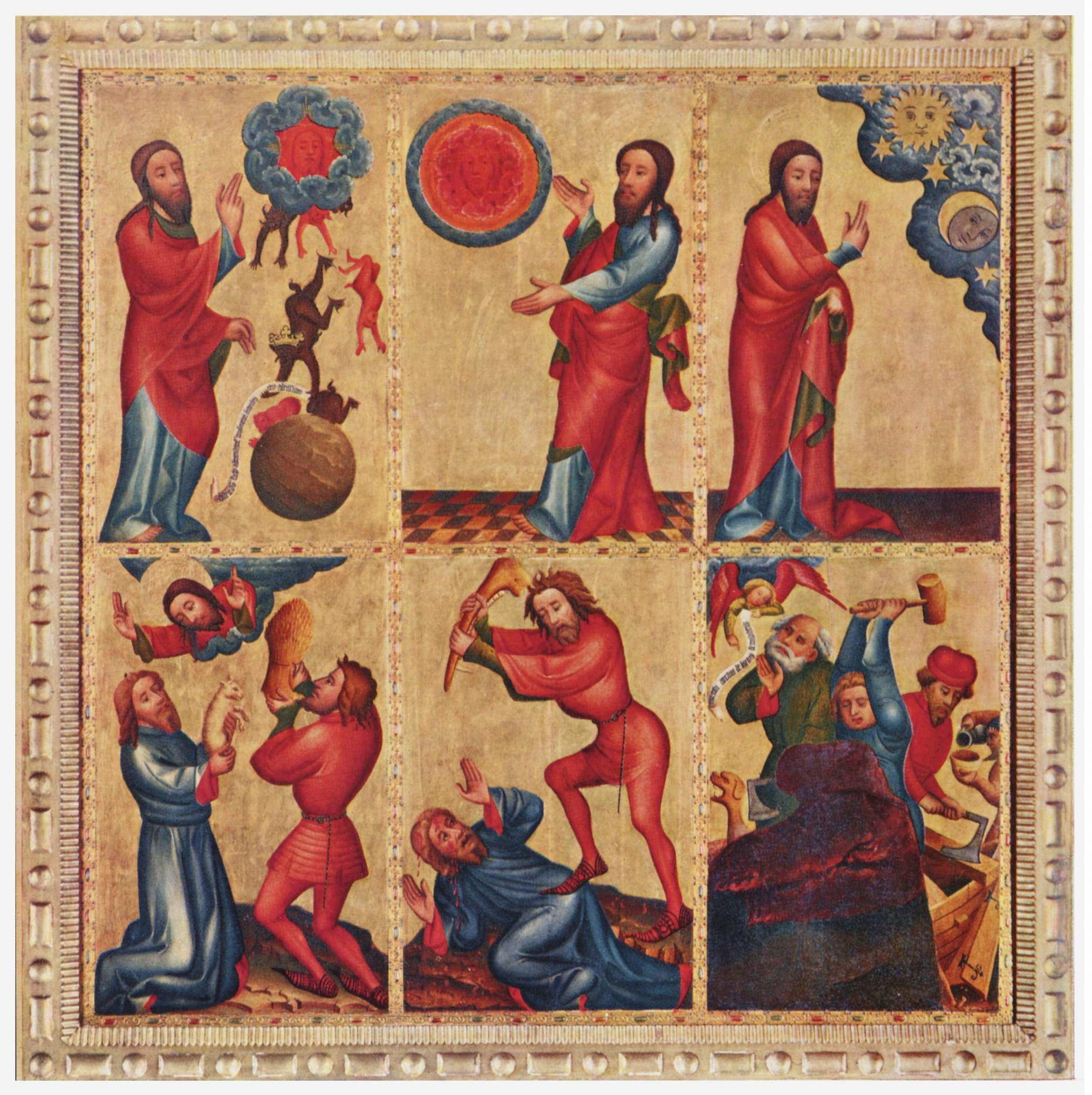
Káin megöli Ábelt, Bertram von Minden oltárképe, 1375-1383

Ábel az Ószövetség és a Korán szerint Ádám és Éva második fia volt. Testvére, a földműves Káin ölte meg irigységből, mivel Isten előtt kedvesebb volt a pásztorkodással foglalkozó Ábel áldozata.
A zsidó-keresztény hagyományban Ábel az ártatlan áldozat jelképévé vált. Az Újszövetségben Jézus az első vértanúként említi Ábelt.

## Ábel a Bibliában
A Bibliában az Ábel szó két valóságot jelöl. Elsősorban Ádám fiát jelenti akit megölt Káin, másodsorban különböző helységek nevét jelöli meg.

## Ábel nevű helység a Bibliában
Az első ilyen helység Ábel Miczraim, az a hely ahol az Izrael fiai siratták Jákobot miután meghalt.